# Loft-Szene
Als Loft-Szene wurde eine Free-Jazz-Szene im New York der 1960er und 1970er Jahre bezeichnet. Der Name kommt von den günstigen Loftwohnungen, in denen sich die Szene konzentrierte.

## Entstehung und Geschichte
Die Loft-Szene entstand ab Mitte der 1960er Jahre in den New Yorker Stadtteilen SoHo, East Village und Lower East Side. Da das New Yorker Gewerbe umzog aus der City in die Außenbezirke, um von niedrigeren Steuern und besseren Verkehrsbedingungen zu profitieren, wurden Lagerhäuser und Betriebe leer, in die nach und nach freischaffende Künstler einzogen. Unter ihnen fanden sich auch Vertreter der New Yorker Free-Jazz-Szene, die sich außerhalb des Jazz-Mainstreams befanden. In den Lofts wurde nicht nur gewohnt, sie dienten auch als Veranstaltungsorte und Aufnahmestudios. Als wichtiger Vorläufer der Loft-Szene gilt eine Konzert-Reihe unter dem Titel The October Revolution in Jazz, die im Herbst 1964 von Bill Dixon organisiert wurde (obgleich sie in Upper West Side stattfand, die nicht Teil des späteren Loft-Milieus war).
Zu den Vertretern der Loft-Szene gehörten u. a. Ornette Coleman, Sam Rivers, Rashied Ali, John Fisher, Joe Lee Wilson, Warren Smith, William Parker. Kollaborateure aus anderen Städten waren u. a. Anthony Braxton, Leroy Jenkins, Henry Threadgill, Oliver Lake, Julius Hemphill, Hamiet Bluiett, David Murray und Arthur Blythe.
Nach einer Hochphase in der ersten Hälfte der 1970er Jahre erlosch die Szene Ende des Jahrzehnts aufgrund ökonomischer Probleme der Beteiligten und Gentrifizierung. 1972 fand im Loft von Sam Rivers ein Festival statt, das als Pendant zum parallel stattfindenden Newport Jazz Festival dargestellt wurde, auf dem der Jazz-Mainstream vertreten war.
Im Mai 1976 entstand im Studio Rivbea des Saxophonisten Sam Rivers die 5-teilige Serie Wildflowers: The New York Loft Jazz Sessions.
Als eine gewisse ideelle und stilistische Fortsetzung der Loft-Szene gilt die New Yorker Downtown-Szene.

## Stil
Es ist umstritten, ob die Loft-Szene durch einen eigenständigen Stil gekennzeichnet war. Die in den Lofts entstehende Musik zeichnete sich durch die explizite Ablehnung des Mainstreams aus; sie berief sich auf den Free Jazz der 1960er Jahre. Diese Basis wurde oft durch Elemente des Funk, Blues, afrikanischer und afro-kubanischer Musik. Die Szene hatte auch Beziehungen zu anderen damaligen Avant-Garde-Zentren des US-amerikanischen Jazz, wie bspw. die Chicagoer AACM oder die St. Louiser Black Artists Group.